# Shaolin Temple Europe
Der Shaolin Temple Europe ist ein buddhistischer Tempel und liegt in der Ortsgemeinde Otterberg im Landkreis Kaiserslautern in Rheinland-Pfalz. Als im Jahr 2001 der Shaolin Tempel Deutschland/ Europa in Berlin unter der Leitung von Abt Shi Yong Chuan im Auftrag des chinesischen Muttertempels gegründet wurde, war der Tempel bei Kaiserslautern ein enger Partner.  Der Abt des Shaolin Temple Europe hielt in Anwesenheit des Abtes Shi YongXin die Eröffnungsrede zur Feier der Tempelgründung. In den folgenden Jahren kamen Meister aus Berlin nach Otterberg, um Kung Fu zu lehren. Darunter der Großmeister Shi Yan Lin, der Shi Heng Yi ausbildete, den heutigen leitenden Meister des Shaolin Temple Europe.
Im Jahr 2008 kam es zu Unstimmigkeiten zwischen Berlin und Otterberg. Seitdem ist der Shaolin Temple Europe kein offiziell anerkannter Ableger des bekannten Shaolin-Klosters in China und steht nicht mehr in Verbindung mit dem Shaolin-Tempel Deutschland.

## Geschichte

### Grundsätzliches
Als Shaolin Kung Fu (chinesisch 少林功夫, Pinyin Shàolín Gōngfu, W.-G. shaolin kung fu – „Shaolin-Fähigkeiten“) werden mehr als 360 chinesische Kampfkunst-Stile bezeichnet, die sich in irgendeiner Weise auf das Shaolin-Kloster in der Provinz Henan in China beziehen, in welchem seit etwa 1500 Jahren der„Chan-Buddhismus“ praktiziert wird. Die stete Pflege und Weiterentwicklung der Kultur über diesen langen Zeitraum setzt ein fundiertes Studium (wenn nicht gar lebenslang) voraus. In der Historie finden sich wohl einige Lehrer, denen man den Bezug zum Muttertempel attestieren kann, jedoch sind sie zumeist „Kung Fu Meister“ und nicht wie behauptet „Shaolin Meister“. Der Unterschied besteht in der komplexen Ausbildung und der „Vollordination“ zum „Shaolin Mönch“. Keiner dieser Lehrer (von der Gründung bis heute) ist ausgebildet in der Lehre des „Chan-Buddhismus“ und kann Ritual und Lehre an die Schüler authentisch vermitteln. Dies tut ein „Abt“, der nie im Muttertempel war und auch keine Ordination von dort erhalten hat, auf Basis eigener Studien und mit Hilfe unterschiedlicher buddhistischer Lehren. Man hat zwar eine eigene Form erfunden, aber mit dem Ursprung hat dies im Grunde nichts zu tun.

### Entwicklung
In der Zeit von 1983 bis 1994 unterrichtete der US-Soldat Frankie Dow alias Chang Kwan Chun in Otterberg Shaolin Kung Fu, Qi Gong und Tai Chi. Die Gründung des Shaolin-Tempels in Otterberg wurde durch den späteren Abt Monroe Coulombe alias Shi Heng Zong vorbereitet. 1995 bereisten Mönche des Songshan-Shaolin-Tempels China zum ersten Mal Otterberg. Es fand ein Austausch zwischen dem Großmeister und Abt Shi Su Xi und Shi Heng Zong statt. 1997 kam es zur offiziellen Gründung des Shaolin-Tempels in Otterberg. Im Jahr 1999 wurde Großmeister Shi Yong Xin als neuer Abt des Songshan Shaolin-Tempels inthronisiert.
Im Jahre 2004 fand ein Gespräch zwischen Thomas Malz und Shi Heng Zong statt, bei dem es um die Anerkennung des Shaolin-Zentrums Velbert-Langenberg ging. 2005 erhielt der Shaolin-Tempel in Otterberg die Bitte vom Songshan Shaolin Temple China, eine Expertise über die Struktur und den Aufbau der Shaolin-Orden in Deutschland zu erstellen. 2006 wurde ein weiterer Shaolin-Tempel in Bielefeld gegründet. Der Großmeister und Abt des Songshan Shaolin Temple China, Shi Yong Xin, bereiste daraufhin Bielefeld. 2008 führte die Vielzahl der Shaolin-Tempel und Shaolin-Zentren in Deutschland zu Unstimmigkeiten. Im Jahr 2010 bekam der Shaolin Temple Europe Besuch von tibetischen Mönchen im Zuge der Trans-Himalaya-Europa-Tournee. Im Jahr 2011 entstand unter der Leitung des Deutsch-Vietnamesen Tien Sy Vuong alias Meister Shi Heng Yi der Shaolin Temple Europe. Im Jahr 2014 empfing der Shaolin Temple Europe eine buddhistische Delegation aus China.

### Heute
Der Shaolin Temple Europe vermittelt weiterhin die Lehre und Kunst von Shaolin an die nächste Generation von Shaolin-Novizen. Er kooperiert mit zahlreichen buddhistischen Klöstern, asiatischen Kulturgemeinden und Lehrern von außerhalb.
Neben der Ausbildung von Schülern und Novizen unterrichtet der Shaolin Temple Europe auch Gäste in Buddhismus, Kung Fu, Tai Chi und Qi Gong. Jährlich werden wichtige buddhistische Feste öffentlich auf dem Klostergelände gefeiert.

## Arbeit und Ziele
Der Shaolin Temple Europe hat es sich zur Aufgabe gemacht, Tradition zu bewahren und Fortschritt zu integrieren.
Dies gilt sowohl für den Buddhismus, die Philosophien als auch die Kampfkünste. Ziele sind einerseits die Steigerung der Vitalität und Gewaltprävention in der heutigen Zeit, andererseits bewusstes Erleben von Shaolin, Verzicht zu üben, Chan, Kampfkunst und Medizin zu praktizieren und ein bewusstes Leben zu führen.

## Die Lehre
Die Lehre im Shaolin Temple Europe setzt sich neben den praktischen Künsten aus den folgenden Bereichen zusammen:

### Buddhismus
Der Buddhismus unterteilt sich vor allem in die beiden Hauptrichtungen Theravada (Lehre der Alten) oder Hinayana (kleines Fahrzeug) und die Richtung Mahayana (großes Fahrzeug).
Mahayana-Buddhismus umfasst verschiedene Unterrichtungen wie tibetischer Buddhismus, Amida-Buddhismus (Reines Land) und Chan-(bzw. Zen-)Buddhismus, dem der Orden von Shaolin angehört.
Der Buddhismus stellt größtenteils die Lehre und die Philosophie im Shaolin Temple Europe dar.

### Konfuzianismus
Im Zentrum der Lehre des Konfuzius stehen die fünf Tugenden: Pietät, Loyalität, Rechtschaffenheit, Zuverlässigkeit und Bescheidenheit. Im Shaolin Temple Europe bildet der Konfuzianismus die Struktur innerhalb des Ordens und regelt so neben dem Ordensrecht und den Verhaltensregeln die hierarchische Struktur und Rangordnung im Orden.

### Taoismus
Der Taoismus prägt im Shaolin Temple Europe hauptsächlich die Naturwissenschaften durch jahrtausendealte Prinzipien. Darunter Yin und Yang, die Fünf-Elemente-Lehre sowie die Traditionelle chinesische Medizin.

## Die praktischen Künste

### Shaolin Kung Fu
Beim Shaolin Kung Fu steht nicht die Selbstverteidigung im Vordergrund, sondern stellt im Shaolin Temple Europe eine der vielen Arten der bewegten Meditationen dar.
Es dient zudem dazu, einen ruhigeren und respektvolleren Umgang miteinander, Selbstverantwortung und Vertrauen sowie Selbstdisziplin und Geduld zu kultivieren.
Die Schulung der Einheit von Körper und Geist steht dabei im Vordergrund.

### Tai Chi
Auch das Tai Chi stellt im Shaolin Temple Europe eine Methode der bewegten Meditation dar, mit dem Ziel der Harmonisierung von Körper und Geist.

### Qi Gong
Die Arbeit mit dem Qi ist im Shaolin Temple Europe ein bedeutender Bestandteil. Qi Gong wird im Shaolin-Tempel mit der Intention praktiziert, den Geist klar zu halten, den Körper belastbar und dynamisch zu bekommen und ausgleichende Ruhe mit den Emotionen zu bewirken. Man kann Qi Gong als praktische Verbindung verstehen, in der sich alte Kunst und moderne Wissenschaft vereinen.

## Chan-Buddhismus im Shaolin Temple Europe

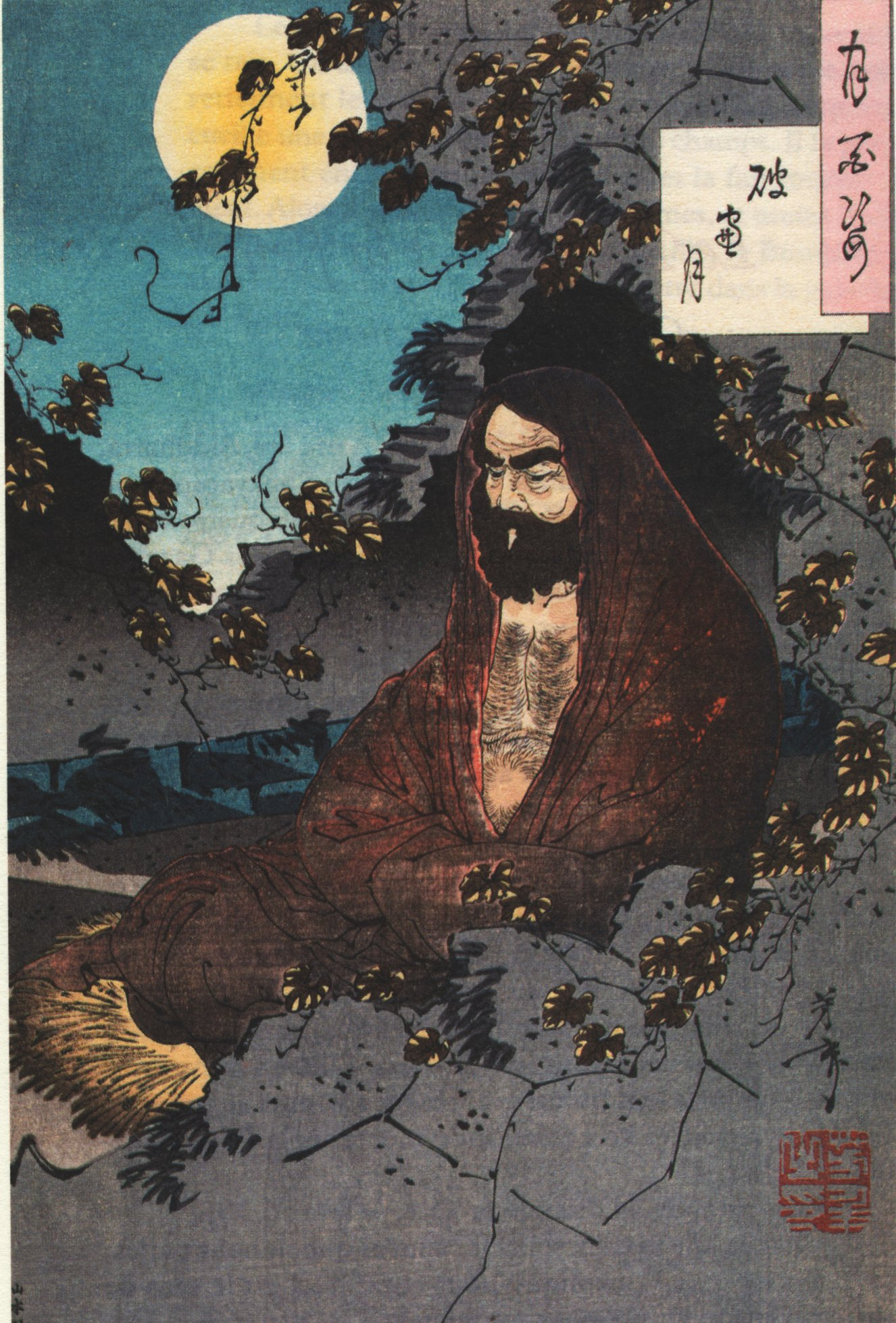
Bodhidharma

Der Chan-Buddhismus wurde der Legende nach im 6. Jahrhundert durch den indischen Mönch Bodhidharma im Shaolin-Tempel bei Song Shan entwickelt. Diese besondere Form des Buddhismus beruht zum größten Teil auf einem psychologisch-philosophisches Konzept, welches ein Leitmotiv für das Shaolin Quan darstellt. Es ist somit nicht die Frage, ob eine Kampfkunstart trainiert wird oder nicht, sondern wie sie trainiert wird, d. h. im welchem geistig-mentalen Zustand das Training durchgeführt wird und welche übergeordneten Ziele für das Training bestehen.

„Selbst wenn eine Person das ‚originale Shaolin Quan‘ beherrscht, aber sich nicht mit dem Chan auseinandersetzt oder gar negative Taten / Reden im Alltag ausführt, beherrscht letztendlich diese Person nur eine amputierte Form des Shaolin Quan, da die Schulung des Geistes (zum besseren Menschen) unserer Meinung nach das Leitmotiv des Shaolin Quan bildet.“

## Der Sangha

### Die Klostergemeinschaft
Der Sangha bzw. die Ordensgemeinschaft zählt gemeinsam mit Buddha und Dharma zu einem der Drei Juwelen. Die Ordensgemeinschaft im Shaolin Temple Europe schließt alle Praktizierenden ein, die den Weg des Buddha und Dharma als sinnvoll erachten und diesen Lebensweg gemeinsam mit anderen Menschen des Sangha leben wollen. Im Kloster des Shaolin Temple Europe bilden die Mönche, Meister, Novizen, Laienmönche- und -nonnen eine große Gemeinschaft, die sich dazu bekannt haben, die shaolinischen und buddhistischen Lehren vollends in ihr Leben zu integrieren.

### Das Kloster

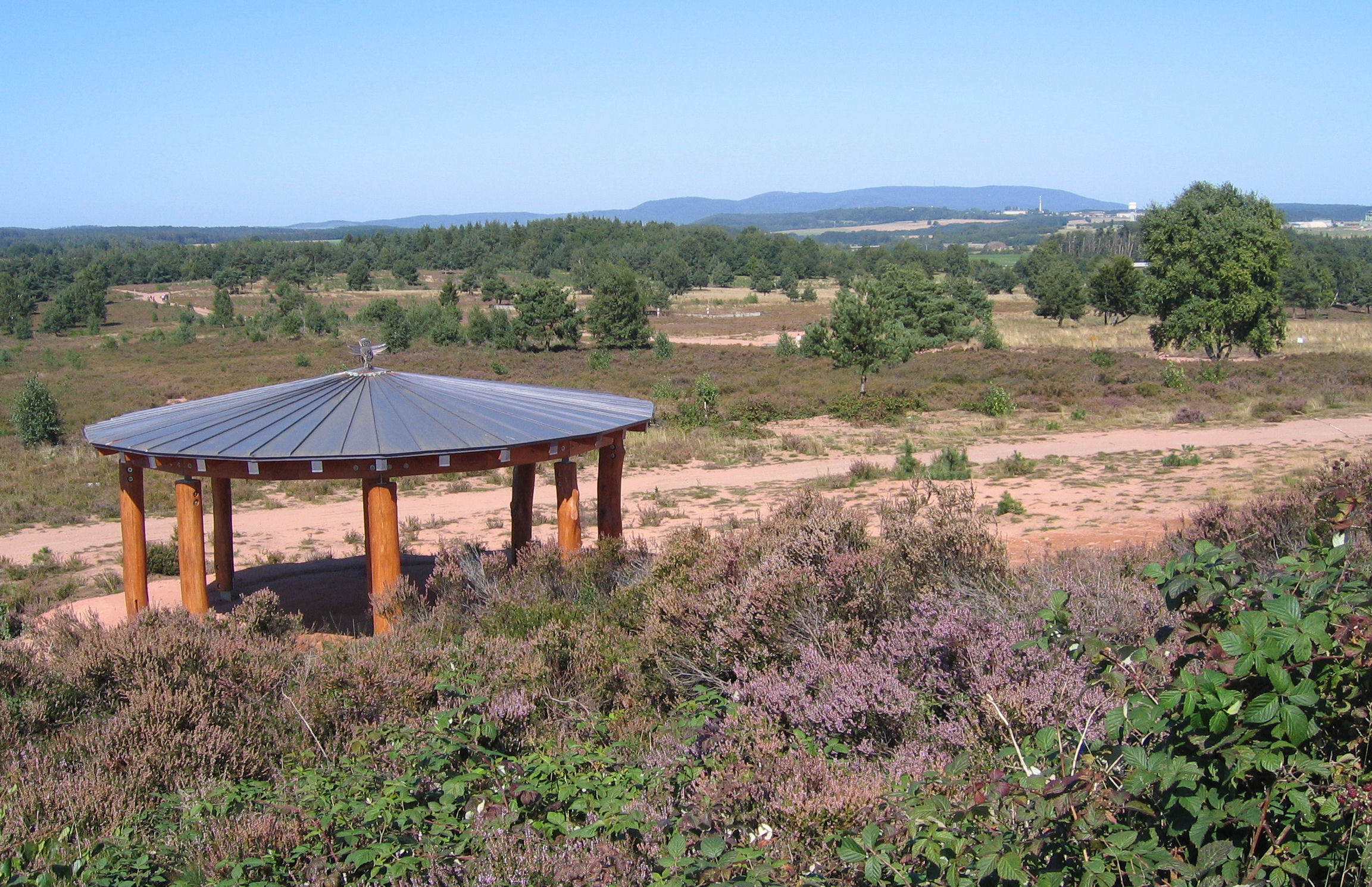
Mehlinger Heide

Inmitten von Natur, umgeben von Wald, in einem kleinen Tal liegt das Shaolin-Kloster in Otterberg. Otterberg ist eine Stadt im Landkreis Kaiserslautern in Rheinland-Pfalz. Das Areal des Klosters erstreckt sich über mehrere Hektar Land und Wald.
Die Klosteranlage, die mehrere Höfe umfasst, beherbergt neben den Wohnräumen für Mönche und Novizen, Verwaltungs- und Lagerräumen auch eigene Werkstätten und Trainingsräume.
Die Gästezimmer und Gemeinschaftsräume sind schlicht eingerichtet und bieten dennoch eine gemütliche Atmosphäre. Das Kloster hat zudem eine große Buddha-Halle, eine Bibliothek, ein Behandlungszimmer sowie einen Schulungsraum. Des Weiteren gibt es einen Klosterladen.
Auf dem Klostergelände findet sich neben Obstbäumen, einem kleinen Kräutergarten und einem kleinen Feld für den Gemüseanbau auch ein Pferdestall mit Ponys.
In direkter Umgebung des Klosters befinden sich die Mehlinger Heide, Süddeutschlands größte Heidelandschaft, ausgedehnte Waldflächen sowie ein Kneippbecken in 2 km Entfernung.

## Kritik
Seit Jahren steht zur Diskussion, ob der Shaolin-Tempel in Otterberg jemals anerkannt war, und ob der Abt zum chinesischen Orden gehört. Das Shaolin-Kloster in China mahnte 2008 den Shaolin-Tempel in Otterberg ab, da er behaupte, mit diesem Orden in Verbindung zu stehen. 2010 erteilte der Shaolin-Orden dem Shaolin-Tempel Deutschland in Berlin einen Auftrag zur Regelung des Sachverhalts.
Durch Vorwürfe und Bedenken bezüglich des Wohls der teils minderjährigen Novizen durch das harte Training schaltete sich 2010 das Jugendamt des Landkreises Kaiserslautern ein und stattete dem Shaolin Temple Europe einen Besuch ab. Der zuständige Amtsleiter Klaus Nabinger berichtete, dass keine akute Gefährdung des Kindeswohls vorliege. Dennoch wurde auch das Landesjugendamt eingeschaltet. Dessen Leiter Werner Keggenhoff kam aber ebenfalls nach einem Besuch der Einrichtung zu dem Schluss, dass die Anschuldigungen nicht zuträfen und keine Gefährdung des Kindeswohls vorliege.

## Video- und Fernsehberichte
- Ein Leben für Buddha - Shaolin-Mönche in Deutschland – arte. Abgerufen am 5. Februar 2023.
- Ein Stück harte Arbeit – SWR Fernsehen / Landesschau Rheinland-Pfalz. Abgerufen am 4. April 2015.
- Kaiserslautern – SWR Fernsehen / Expedition in die Heimat. Abgerufen am 4. April 2015.
- 48 Stunden Shaolin – Dokumentation. Abgerufen am 4. April 2015.
- Kloster auf Zeit - SWR Fernsehen Abgerufen am 27. Mai 2019